# Gavoi
Gavoi è un comune italiano di 2 438 abitanti della provincia di Nuoro in Sardegna.

## Geografia fisica

### Territorio
Situato nel cuore della Barbagia di Ollolai, in posizione strategica fra Nuoro e il Gennargentu, sorge sul fianco sud-orientale di una collina (Monte 'e su Sennore) fronteggiata dai monti di Pisanu Mele, fra boschi e corsi d'acqua.
Nelle vicinanze si trova il lago artificiale di Gusana, bacino di primo salto per la produzione idroelettrica della centrale di Cuchinadorza e meta turistica. Nel territorio ci sono diversi siti archeologici di età nuragica e romana.
Gavoi, oltretutto, possiede un santuario in località "Sa Itria".

## Storia

### Preistoria e storia antica
La presenza dell'uomo nel territorio è attestata sin dal Neolitico, epoca di cui rimangono cospicue tracce come il menhir Sa Perda Longa e le domus de janas di Uniai e Istelathe. Nell'età del bronzo (II millennio a.C.) la civiltà nuragica edificò nella zona diversi nuraghi e alcune tombe dei giganti.
Dell'età romana resta un ponte, oggi sommerso dal lago artificiale.

### Medioevo e periodo aragonese
In età medievale, quando il centro faceva parte del giudicato di Arborea, si hanno cenni di Gavoi nell'elenco dei centri abitati sardi che nella metà del XIV secolo versavano le decime alle curie di Roma. Altri riferimenti al villaggio si hanno, tramite Bernardu Lepore (o Leporo), delegato di Gavoi della Barbagia di Ollolai e della curatoria di Austis, nell'elenco dei firmatari del trattato di pace del 1388 tra la giudichessa Eleonora d'Arborea e Giovanni I d'Aragona.

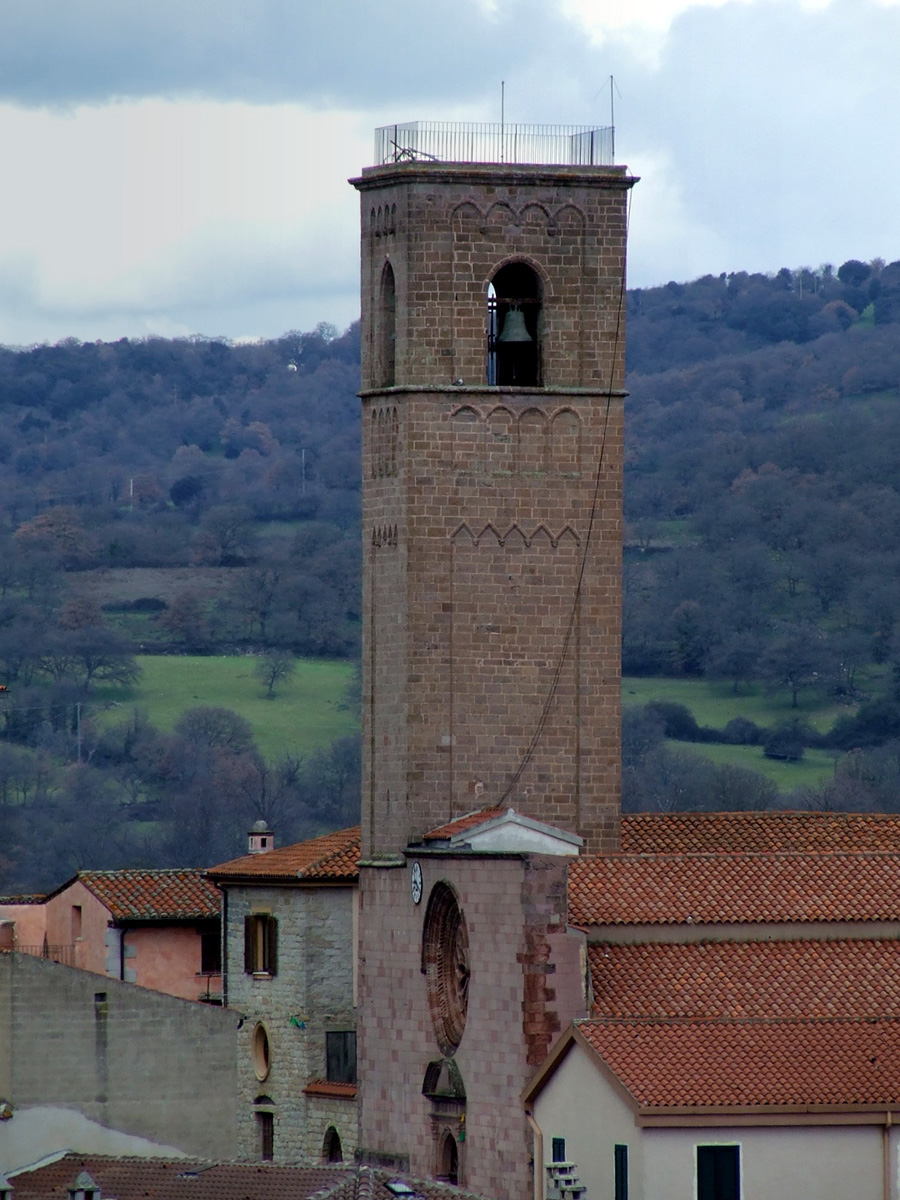
La chiesa parrocchiale di San Gavino

Al tempo, il paese apparteneva alla giurisdizione della diocesi di Santa Giusta. Presto avrebbe accresciuto il suo territorio di parte delle terre di Oleri (distrutta dalla peste nel 1401) e nel 1504 divenne feudo di Pietro Carroz d'Arborea. In questo periodo fu eretta la chiesa di Sant'Antioco.

### Età moderna
Nel 1604 il paese fu annesso al Ducato di Mandas.
Il Settecento fu un secolo importante per la comunità locale, che grazie ai suoi poeti estemporanei cominciò a essere sempre più conosciuta nel resto dell'Isola. La tradizione orale ha salvaguardato rime di numerosi autori che, nel confronto con quanto tramandato in altre aree sarde, testimonia la presenza di una produzione artistica corposa e apprezzata.
Sulla fine del Settecento, gli echi delle pestilenze che avevano spopolato le coste sarde giunsero anche nelle Barbagie e a Gavoi, che da sempre si caratterizzava per la mobilità dei suoi abitanti (dediti alla pastorizia nomade e al commercio ambulante) e che per questo subì questo flagello prima di altri paesi dintorno.

### Ottocento e Novecento
Nell'Ottocento, la confluenza delle colline a sud-est del paese fu indicata dal generale Alessandro Lamarmora (che per conto dei Savoia, nuovi re di Sardegna, esplorava l'isola e ne effettuava rilevazioni geodetiche) come sede ottimale di un invaso artificiale per lo stivaggio dell'acqua potabile soprattutto proveniente dal fiume Taloro. Il progetto pare sia stato fortemente caldeggiato da un tal Piras, gavoese, al tempo medico dei Reali a Torino, ma non ebbe seguito immediato. All'inizio del Novecento, con l'introduzione dell'energia elettrica, il progetto riprese corpo e nel 1926 la società incaricata dello studio e della realizzazione acquisì un intero quartiere di Gavoi per stabilirvi i suoi uffici, iniziando poco dopo le operazioni che si sarebbero concluse in via definitiva solo dopo la seconda guerra mondiale.
Gavoi era al tempo conosciuta per l'attività dei Zillonarzos, ambulanti che vendevano i prodotti del paese, come orbace, coltelli, finimenti, selle, tamburi, e il formaggio "Fiore Sardo".
Nel dopoguerra Gavoi ebbe uno sviluppo intenso sia nelle attività tradizionali (pastorizia, artigianato, produzioni alimentari) che nei campi finanziari, in cui numerosi gavoesi raggiunsero posizioni di estrema importanza sia nelle carriere pubbliche sia in quelle private, instradando poi la vispa imprenditoria locale su sentieri efficacemente vantaggiosi. Ciò si tradusse in una veloce crescita delle risorse disponibili e in una ragguardevole capacità di investimento anche in anni di crisi generale, portando il paese a detenere quote ingenti dei possedimenti e delle aziende dell'intera regione, superando addirittura la stessa Nuoro.
Contemporaneamente, e sino ad anni recenti, Gavoi ha restaurato le sue tradizioni culturali e urbanistiche, affacciandosi con poco sforzo al turismo.

### Simboli
Lo stemma e il gonfalone del Comune di Gavoi sono stati concessi con decreto del Presidente della Repubblica del 20 marzo 2006.
(D.P.R. 20.03.2006)
Il gonfalone è un drappo di giallo.

## Monumenti e luoghi d'interesse

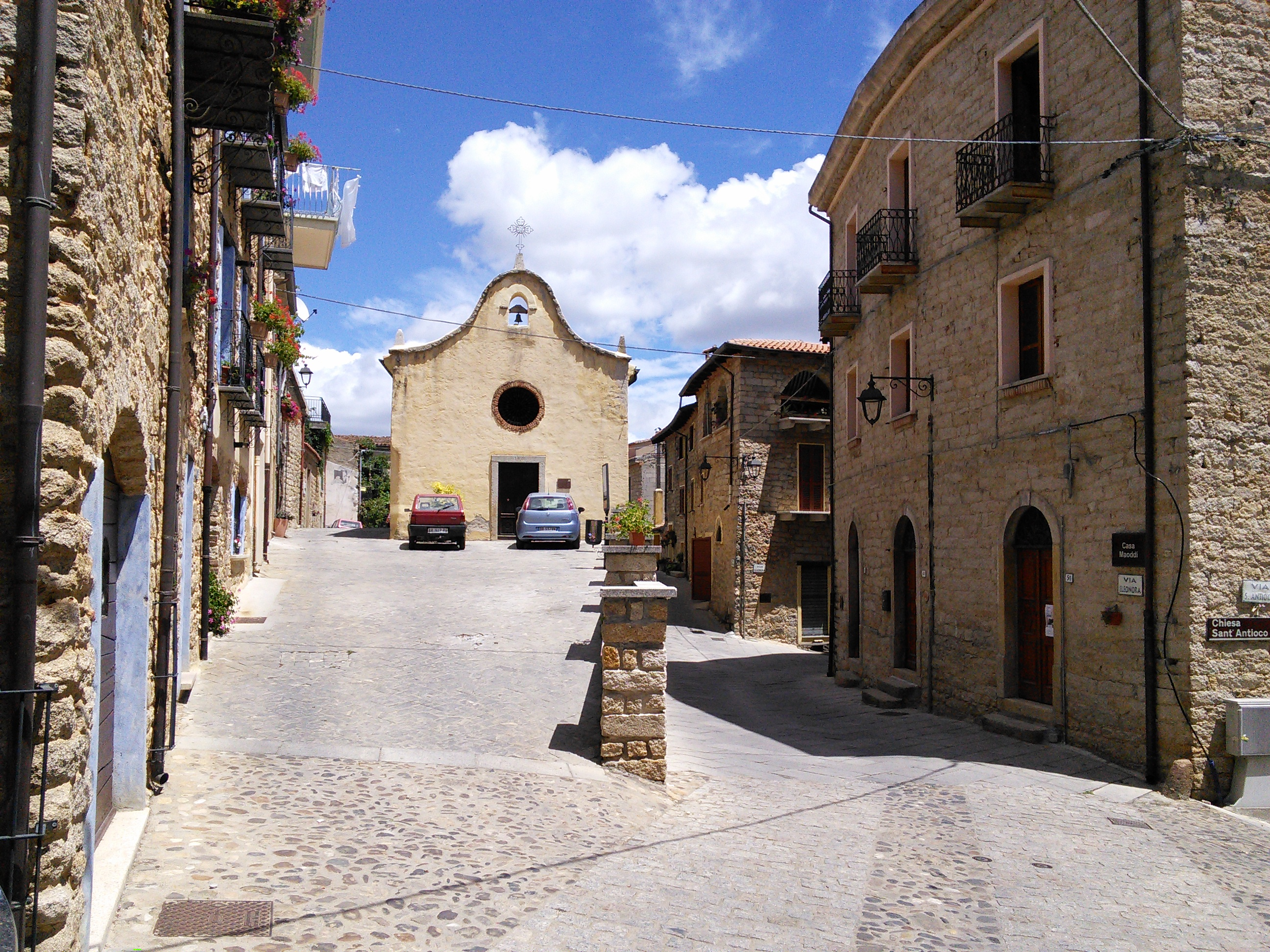
Chiesa del Carmelo

### Architetture religiose
- Chiesa del Carmelo
- Chiesa di San Gavino
- Chiesa di San Giovanni Battista
- Chiesa di Sant'Antioco
- Santuario di Sa Itria

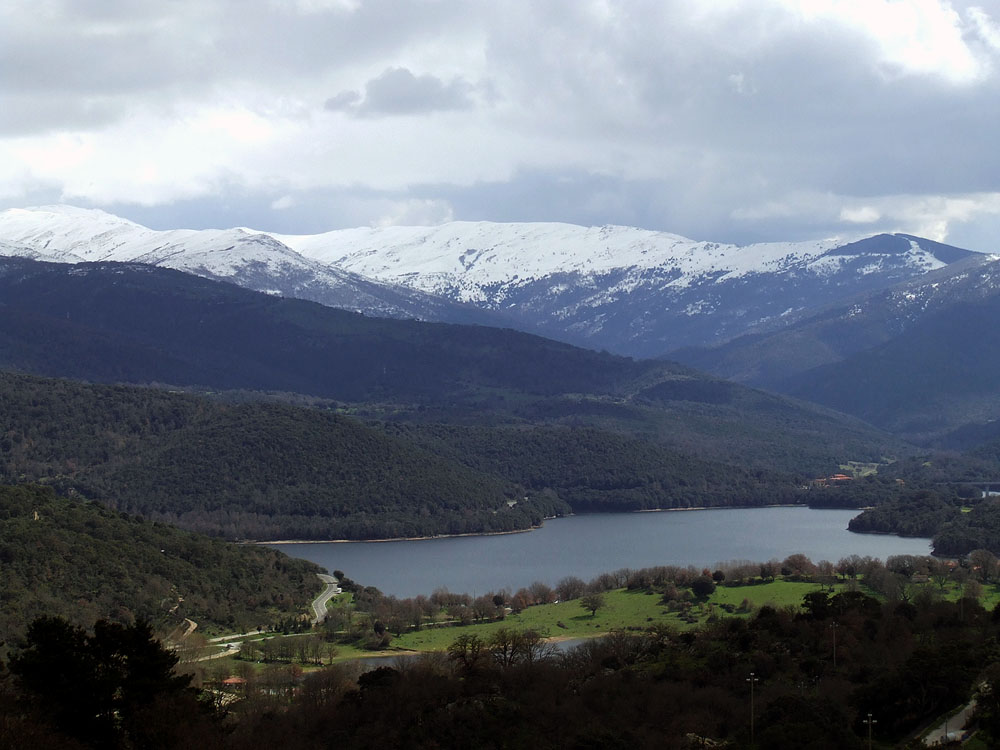
Il lago di Gusana; sullo sfondo il Gennargentu
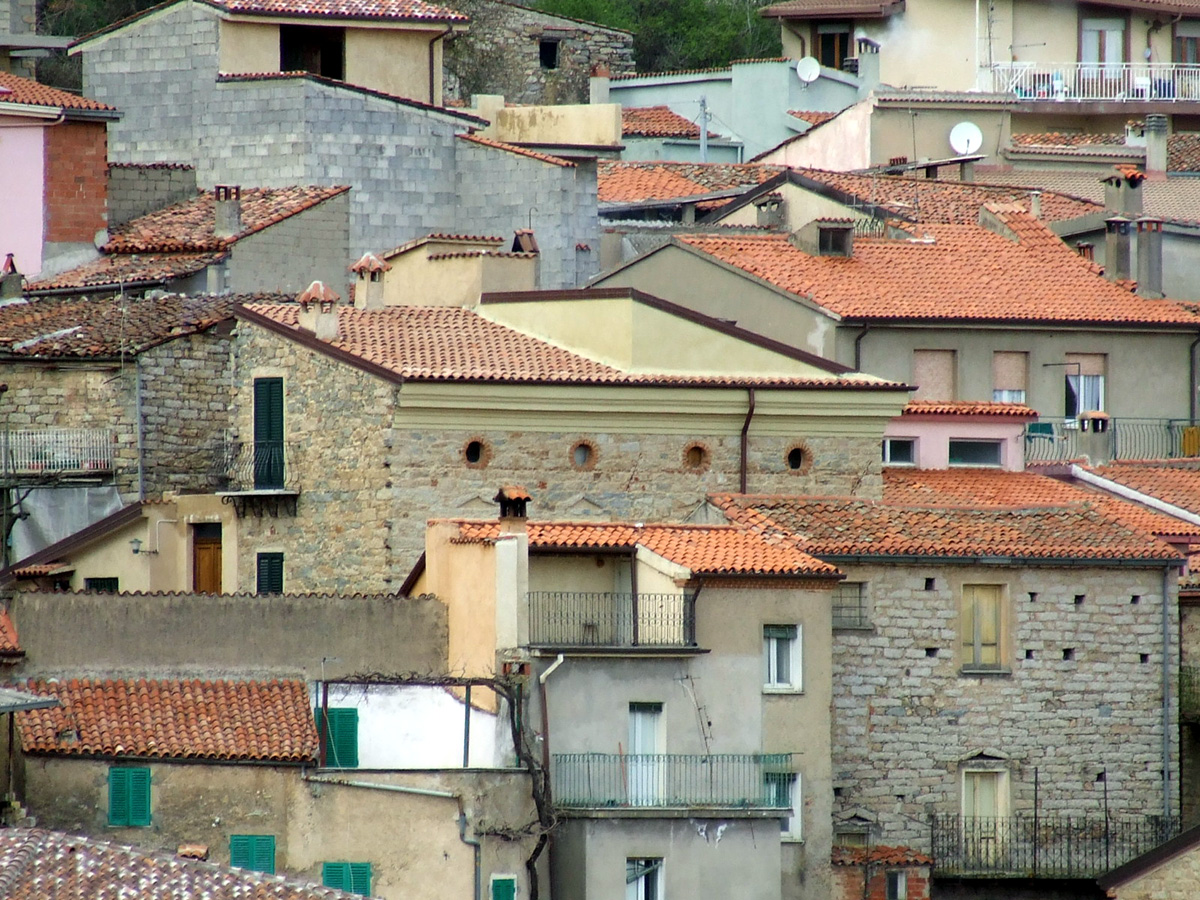
Veduta del centro storico; edilizia spontanea di età successive, per lo più dell'Ottocento
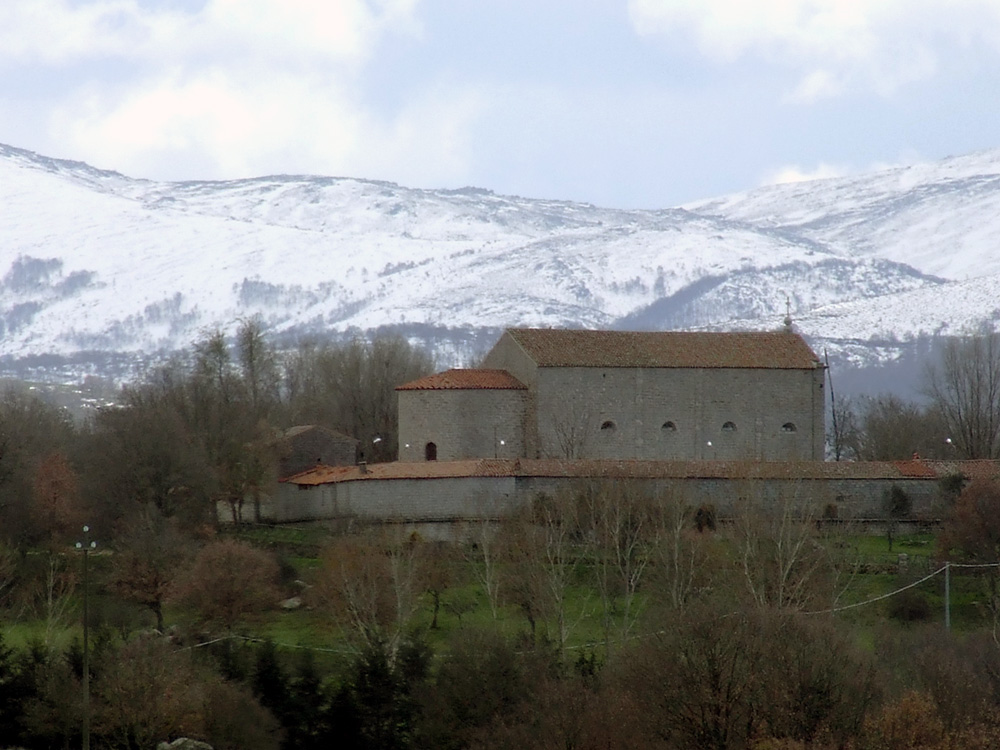
Veduta del santuario campestre di Sa Itria
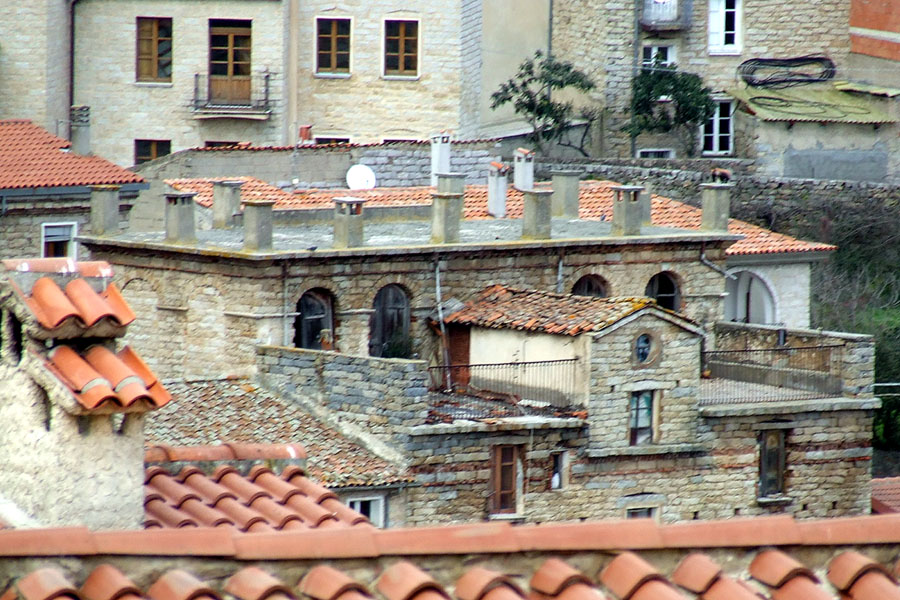
Veduta del centro storico, costruzioni fine Ottocento

## Società

### Evoluzione demografica
Abitanti censiti

### Lingue e dialetti
La variante del sardo parlata a Gavoi è il nuorese barbaricino.

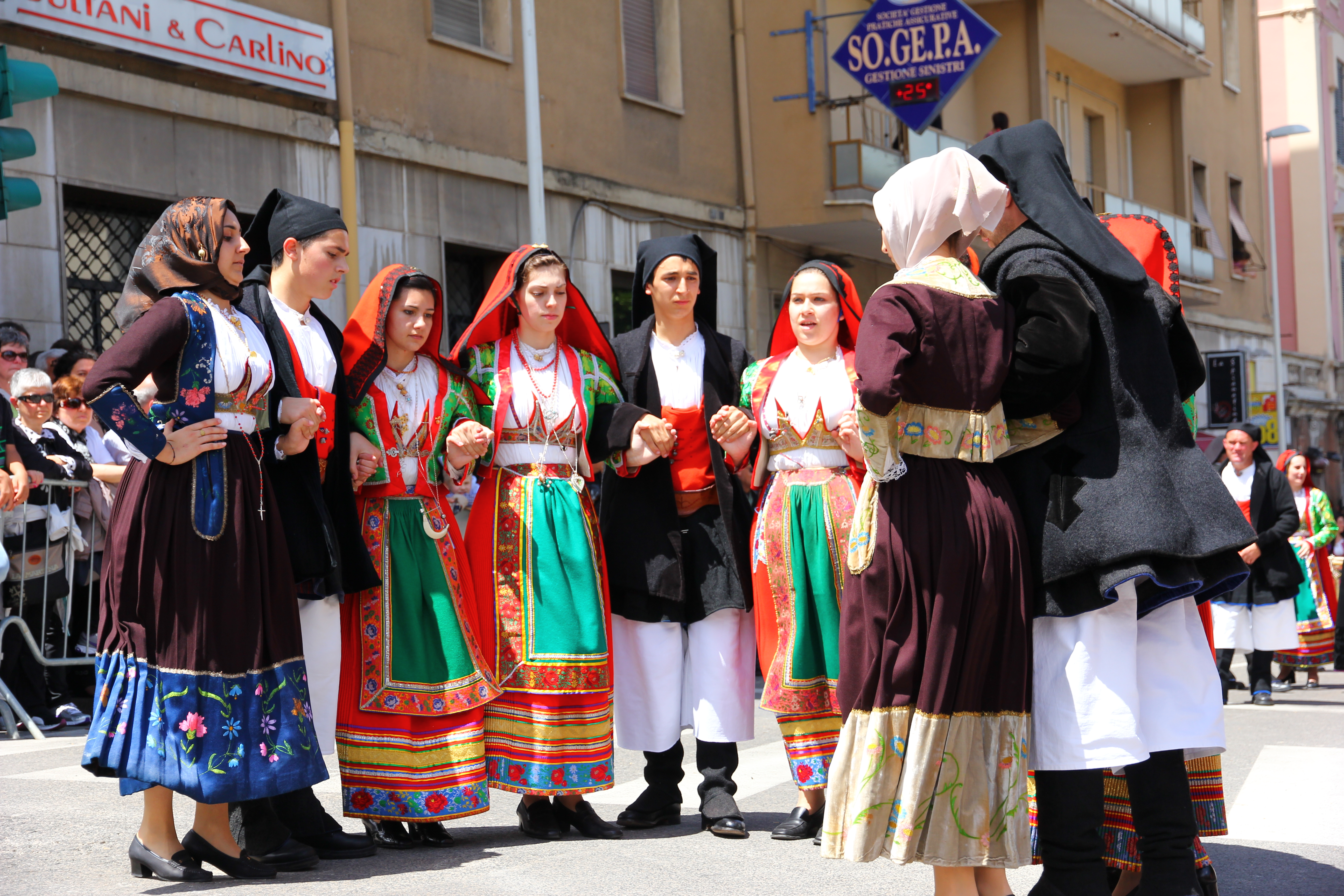
Costume tradizionale di Gavoi

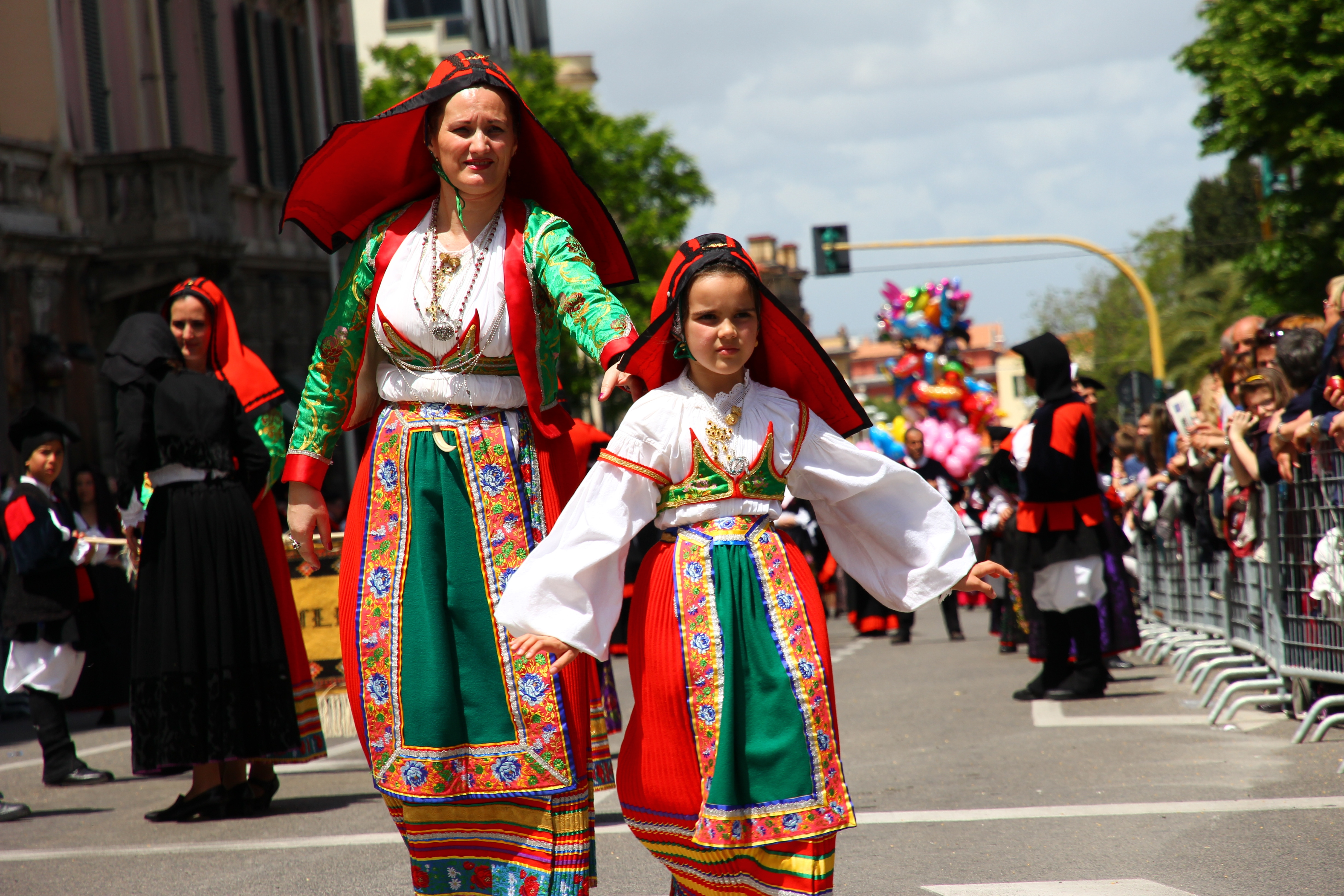
Costume tradizionale di Gavoi

## Cultura

### Festività e tradizioni popolari
L'ultima domenica di luglio si svolge a Gavoi, nell'altipiano di Lidana la festa in onore della Vergine d'Itria. L'evento principale di questa festa è Su Palu de Sa Itria, una corsa a cavallo che si svolge la domenica pomeriggio. Il palio è molto seguito da appassionati che raggiungono Gavoi da ogni parte della Sardegna ma anche da oltre mare. Nei giorni successivi al palio si tangono anche gare di abilità a cavallo e il corteo Su Rientru a caddu dae Sa Itria.

#### Festival Letterario della Sardegna
A Gavoi dal 2004 si svolge ogni anno, nei primi giorni di luglio, il Festival Letterario della Sardegna, organizzato dall'associazione culturale Isola delle storie, fondata da un gruppo di scrittori sardi tra i quali Flavio Soriga, Giorgio Todde, Giulio Angioni, Marcello Fois, Luciano Marrocu e in seguito Michela Murgia. Tra i più convinti sostenitori del Festival il regista Ermanno Olmi, maestro del cinema italiano che ha partecipato a diverse edizioni del festival, festeggiando i suoi 80 anni nel corso dell'edizione del 2011.

## Amministrazione
| Periodo         | Periodo         | Primo cittadino | Partito                                     | Carica  | Note   |
| --------------- | --------------- | --------------- | ------------------------------------------- | ------- | ------ |
| 23 aprile 1995  | 16 aprile 2000  | Mario Buttu     | liste civiche di centro-sinistra            | Sindaco | [ 8 ]  |
| 16 aprile 2000  | 8 maggio 2005   | Salvatore Buttu | lisete civiche di centro-sinistra           | Sindaco | [ 9 ]  |
| 8 maggio 2005   | 30 maggio 2010  | Salvatore Lai   | lista civica                                | Sindaco | [ 10 ] |
| 30 maggio 2010  | 31 maggio 2015  | Giovanni Porcu  | lista civica "Cambiamento nella Continuità" | Sindaco | [ 11 ] |
| 31 maggio 2015  | 26 ottobre 2020 | Giovanni Cugusi | lista civica ""                             | Sindaco | [ 12 ] |
| 26 ottobre 2020 | in carica       | Salvatore Lai   | lista civica "Gavoi Futura"                 | Sindaco | [ 13 ] |

## Sport

### Calcio
Da oltre venti anni il Taloro Gavoi, squadra di calcio del paese, milita in Eccellenza. Nel 2022 classificandosi al secondo posto ha avuto accesso ai playoff per la Serie D.